# Wielicko
Wielicko lub Garbicz, Jezioro Wielkie, Głębokie – jezioro w województwie lubuskim, w powiecie sulęcińskim, w gminie Torzym, przylegające bezpośrednio do południowych granic wsi Garbicz. Jezioro posiada charakterystyczną wydłużoną linię brzegową.

## Hydronimia
Według źródeł jezioro do 1945 roku nazywane było Grosser See (1835, 1909). 17 września 1949 roku wprowadzono nazwę Wielicko. Obecnie państwowy rejestr nazw geograficznych jako nazwę jeziora również podaje Wielicko, jednocześnie podając nazwy oboczne Garbicz oraz Jezioro Wielkie. W niektórych źródłach wymieniana jest dodatkowa nazwa – Głębokie.

## Morfometria
Według danych Instytutu Meteorologii i Gospodarki Wodnej powierzchnia zwierciadła wody jeziora wynosi 35,1 ha. Średnia głębokość zbiornika wodnego to 8,5 m, a maksymalna – 20,7 m. Lustro wody znajduje się na wysokości 88,5 m n.p.m. Objętość jeziora wynosi 2983,5 tys. m³. Natomiast A. Choiński określił poprzez planimetrowanie na mapach 1:50 000 wielkość jeziora na 35,0 ha. Maksymalna długość jeziora to 1570 m, a szerokość 250 m. Długość linii brzegowej wynosi 3850 m.
Według Mapy Podziału Hydrograficznego Polski jezioro leży na terenie zlewni czwartego poziomu Zlewnia bezodpływowych jez.: Kręcko i Wielicko. Identyfikator MPHP to 17860. Zlewnia bezpośrednia jeziora wynosi 4,36 km².

## Przyroda
Okolice brzegów jeziora są porośnięte lasami składającymi się z drzewostanów olchowych, bukowych, grabowych i dębowych. Wśród roślinności nawodnej dominuje trzcina pospolita porastająca 70% linii brzegowej jeziora. Szerokości pasa trzcin nie przekracza trzech metrów. Roślinność podwodną reprezentują wywłócznik kłosowy i okółkowy, rdestnice trawiaste, a głębiej ramienice z rodziny Characea. Roślinność podwodna występuje aż do głębokości 8,5 m.

## Zagospodarowanie
Administratorem wód jeziora jest Regionalny Zarząd Gospodarki Wodnej we Wrocławiu (Nadzór Wodny Słubice). Utworzył on obwód rybacki, który obejmuje wody jezior Wielicko oraz Pniewy wraz z ich dopływami (Obwód rybacki jeziora Wielicko w zlewni rzeka Rzepia – Nr 3). Gospodarkę rybacką na jeziorze prowadzi Polski Związek Wędkarski Okręg w Zielonej Górze. Ze względu na typologię rybacką jest to jezioro typu sielawowego.
Nad północnym brzegiem jeziora we wsi Garbicz, zlokalizowane są dwa niestrzeżone kąpieliska.
Od 2013 roku nad jeziorem organizowany jest Garbicz Festival. Festiwal gromadzi około 10 tys. gości i skupia się na łączeniu ze sobą muzyki, sztuki i proekologicznych idei. Począwszy od 2019 roku organizacja festiwalu budzi kontrowersje. Władze gminy Torzym, konsekwentnie odmawiają zgody na przeprowadzenie festiwalu, swój sprzeciw argumentując jego szkodliwym wpływem na jezioro Wielicko, które znajduje się na obszarze Natura 2000. Mimo sprzeciwu władz gminy, festiwal odbył się w latach kolejnych, dzięki skutecznemu odwołaniu się organizatorów do SKO.

## Czystość wód i ochrona środowiska
Jezioro zostało zakwalifikowane jako średnio odporne na degradujące wpływy zewnętrzne, w związku z czym zostało zaliczone do II kategorii podatności na degradację. Pozytywny wpływ na ten wskaźnik ma wysoka średnia głębokość, przewaga lasów w zlewni bezpośredniej, niska wymiana wód w ciągu roku oraz niska wartość współczynnika Schindlera, obrazującego wielkość zlewni w stosunku do objętości jeziora. Problemem jest natomiast niewielka objętość akwenu w porównaniu do długości jego linii brzegowej oraz słaby wskaźnik stratyfikacji wód.
Przeźroczystość wód jeziora wynosiła w 2001 roku w zależności od miesiąca pomiarów, od 2,5 do 3,4 metra.
Jezioro znajduje się na obszarze chronionego krajobrazu „Puszcza nad Pliszką” oraz w granicach obszaru specjalnej ochrony siedlisk Natura 2000 „Rynna Jezior Torzymskich” PLH080073.